# Chrysippos

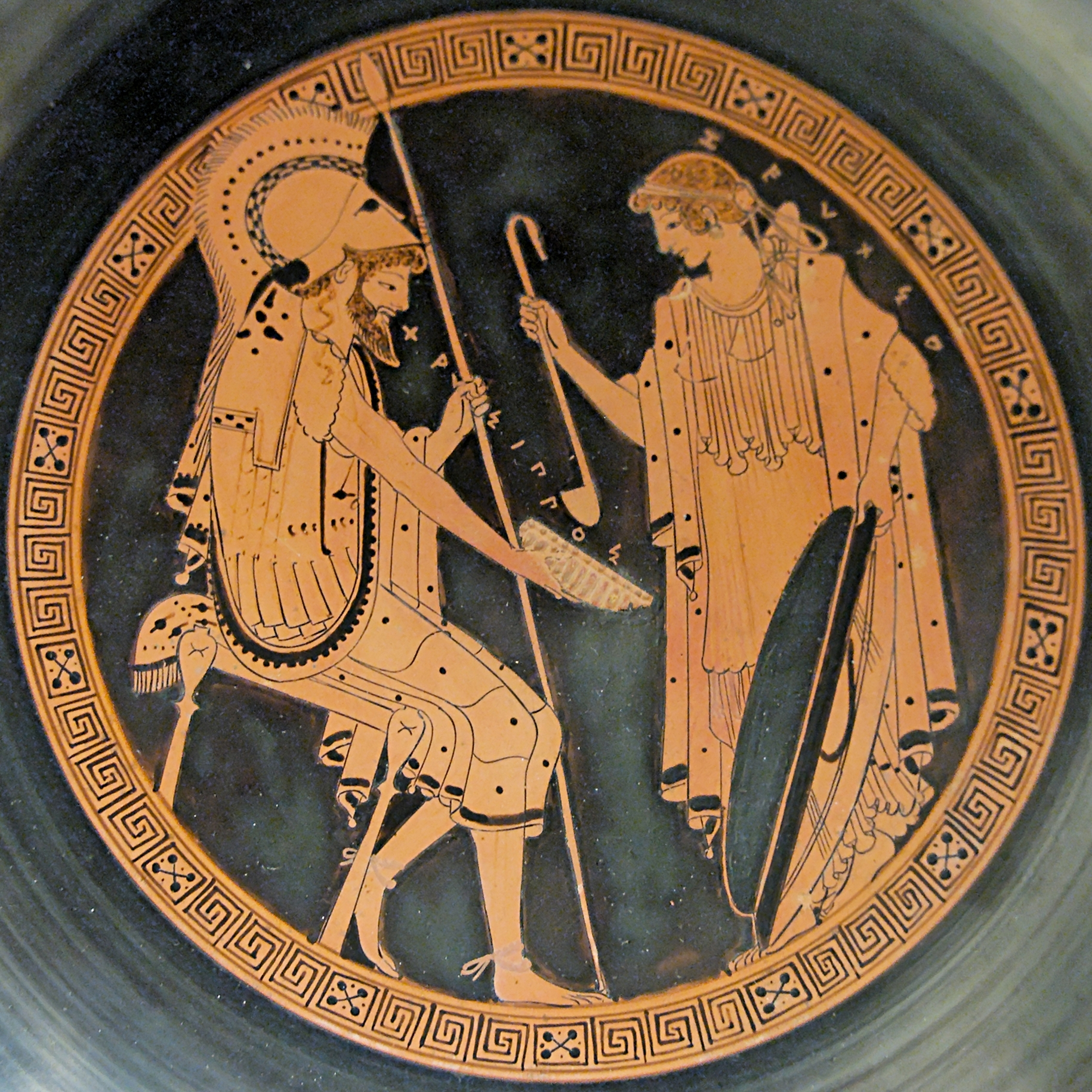
Chrysippos i nimfa Zeuxo

Chrysippos (także Chryzippos; gr. Χρύσιππος Chrýsippos, łac. Chrysippus) – w mitologii greckiej królewicz. Syn Pelopsa i Aksjoche. Poślubił Chryzippe.
Lajos, przebywający na dworze Pelopsa, zakochał się w młodym Chrysipposie, którego uczył powożenia rydwanem. Porwał go z Igrzysk Nemejskich, zabrał do Teb i zmuszał do cielesnego obcowania. Potem Chrysippos został porzucony na pustkowiu. Za ten występek Pelops rzucił klątwę na ród Lajosa. Chrysippos nie mogąc pogodzić się z sytuacją odebrał sobie życie. Istnieje też wersja, według której Chrysippos został zabity przez swoich przyrodnich braci, Atreusa i Tiestesa, za namową macochy, Hippodamei, która obawiała się, że synowie zostaliby przez niego wykluczeni z testamentu Pelopsa. Inne mity mówią, że Hippodameja przybyła do Teb i próbowała namówić Atreusa i Tyestesa, by zabili chłopca wrzucając go do studni. Gdy odmówili, Hippodameja zakradła się nocą do sypialni Lajosa, a gdy upewniła się, że śpi, zdjęła ze ściany miecz i przebiła leżącego z nim chłopca. Lajosa oskarżono o zabójstwo, ale Chrysippos poznał uciekającą macochę i oskarżył ją umierając.